# Peter Läuger
Peter Läuger (* 1934 in Lörrach; † 1990) war ein deutscher Biophysiker.

## Leben und Wirken
1944 bis 1953 besuchte Läuger das Humanistische Gymnasium in Lörrach. Er studierte Chemie, Physik und Mathematik an den Universitäten Basel und Hamburg.
Läuger wurde 1962 am Physikalisch-Chemischen Institut der Universität Basel mit der Arbeit Der Selbstdiffusionskoeffizient in dampfförmigem Tetrachlorkohlenstoff promoviert.
1964 ging er für kurze Zeit an das Eduard-Zintl-Institut der Technischen Universität Darmstadt, wo er zusammen mit R. Schlögl  auf dem Gebiet der biophysikalischen Transportphänomene arbeitete. Danach kehrte er an die Universität Basel zurück, wo er sich 1966 habilitierte. Danach war er Privatdozent, bis er 1968 als ordentlicher Professor an das Biologische Institut der neu gegründeten Universität Konstanz berufen wurde. Er forschte insbesondere über die Mechanismen des biologischen Ionentransports (Carrier, Kanäle und Pumpen in künstlichen Lipidmembranen).
Er war zusammen mit Gerold Adam und Günther Stark Autor des Standardwerkes für die Lehre Physikalische Chemie und Biophysik, kurz Adam, Laeuger, Stark.

## Schriften
- Peter Läuger: Die Photosynthese der grünen Pflanzen. Universitätsverlag Konstanz 1971, ISBN 3-87940-050-4.
- Gerold Adam, Peter Läuger, Günther Stark: Physikalische Chemie und Biophysik. Springer Berlin 2007, 4. Auflage, ISBN 3-540-00066-6.